# ۵۲۴ (میلادی)
۵۲۴ (میلادی) پانصد و بیست و چهارمین سال تقویم میلادی است.

## درگذشتگان
- ۲۱ ژوئن - کلودومر، پادشاه اورلئان

‎